# HMS Northumberland (F238)
Pour les autres navires du même nom, voir HMS Northumberland.
Le HMS Northumberland (F238) est une frégate de type 23 de la Royal Navy. Elle porte le nom du duc de Northumberland. Il est le huitième navire de la Royal Navy. Il est basé à Devonport et fait partie de la flottille de Devonport.

## Historique

### Construction
Le Northumberland est l’une des quatre frégates de type 23 construites par Swan Hunter sur le Tyne à Wallsend. Elle a été lancée par sa marraine, Lady Kerr, épouse de l'amiral sir John Kerr, ancien commandant en chef de la marine, en avril 1992 et a été acceptée au service en mai 1994.

### 1994-2000
Après des essais en mer, le Northumberland a été déployé aux Malouines. Au cours de sa traversée, le navire dut faire face à des conditions météorologiques difficiles pour secourir un chalutier de pêche. Pendant la dérive, le navire aurait heurté une baleine, bien que les dommages aient en réalité été causés par le fait que le navire ait « claqué » rapidement en haute mer alors qu’il procédait au sauvetage. À Tenerife, après avoir déposé les pêcheurs sauvés, le bulbe d'étrave a commencé à fuir. Cela s'est poursuivi lors de la reprise du voyage vers les îles Malouines. Le Northumberland a pris ses quartiers en Géorgie du Sud pour se charger de la protection de la pêche. Lorsque sa mission fut terminée, il partit à Rio de Janeiro en cale sèche afin de procéder au changement du bulbe d'étrave. Le bâtiment était escorté par deux anciennes frégates de type 22 de la Royal Navy. Une fois en cale sèche, les réparations ont duré trois semaines pour un coût de trois millions de livres.
Déployé dans les Caraïbes en 1999 pour lutter contre les trafiquants de stupéfiants et assurer le secours aux sinistrés, le Northumberland saisit plus de deux tonnes de cocaïne (d'une valeur marchande de 135 millions de livres), en coopération avec un détachement des garde-côtes des États-Unis.

### 2001-2010
De juillet 2004 à juillet 2005, le Northumberland a subi une importante rénovation au chantier naval de Babcock à Rosyth, sa première rénovation depuis sa construction. Il fut alors équipé d'une série actualisée d'armes et de capteurs (par exemple, un canon de 4,5 pouces modifié et le dernier sonar actif à basse fréquence), ainsi que d'une refonte du système de propulsion et des systèmes mécaniques. Des améliorations ont également été apportées aux quartiers de l'équipage et une cuisine ultramoderne fut installée. Les zones corrodées du poste de pilotage ont également été remplacées, des améliorations ont été apportées au système d'éclairage utilisé pendant les atterrissages nocturnes et un nouveau système de manutention d'hélicoptère permettant à un hélicoptère Merlin de 13 tonnes d'entrer et de sortir en toute sécurité du hangar fut installé (bien que le Type 23 ait été conçu à l'origine pour exploiter le Merlin, la frégate n'avait auparavant accueilli que le Lynx beaucoup plus petit).
Le Northumberland a rejoint la flotte aux célébrations de Trafalgar 200, puis est parti pour une période de formation en mer, à commencer par la formation opérationnelle de base en mer (BOST) en janvier 2006, juste après la période des congés de Noël. Pendant un certain temps en 2006, la frégate a accompagné le sous-marin HMS Torbay lors de son déploiement dans le centre américain AUTEC (centre d'évaluation et d'essais acoustiques sous-marins) basé à Andros (Bahamas). En 2007, le navire s'est déployée en Méditerranée dans le cadre de la contribution du Royaume-Uni aux forces maritimes de l'OTAN.
En 2008, le Northumberland fut déployé dans l'océan Indien en tant que premier navire de guerre de la Royal Navy à participer à l'opération ATALANTE (lutte contre la piraterie menée par l'Union européenne), effectuant de nombreuses patrouilles de lutte contre la piraterie dans le golfe d'Aden et escortant les expéditions humanitaires du Programme alimentaire mondial entre Mombasa et Mogadiscio ; cette mission fut partiellement illustrée dans le programme télévisé de Sky TV, Ross Kemp à la recherche de pirates.
Le navire fut de nouveau déployé dans l'océan Indien en 2010 pour une patrouille de lutte contre la piraterie de huit mois dans le cadre de la Task Force Internationale contre la piraterie navale, TF 151, et a mené de nombreuses opérations pour mettre fin aux activités de piraterie dans le golfe d'Aden et la côte est de la Somalie.
Le Northumberland est rentré au Royaume-Uni à la fin de 2010 pour se préparer à entrer en refonte en 2011.

### 2011-2024

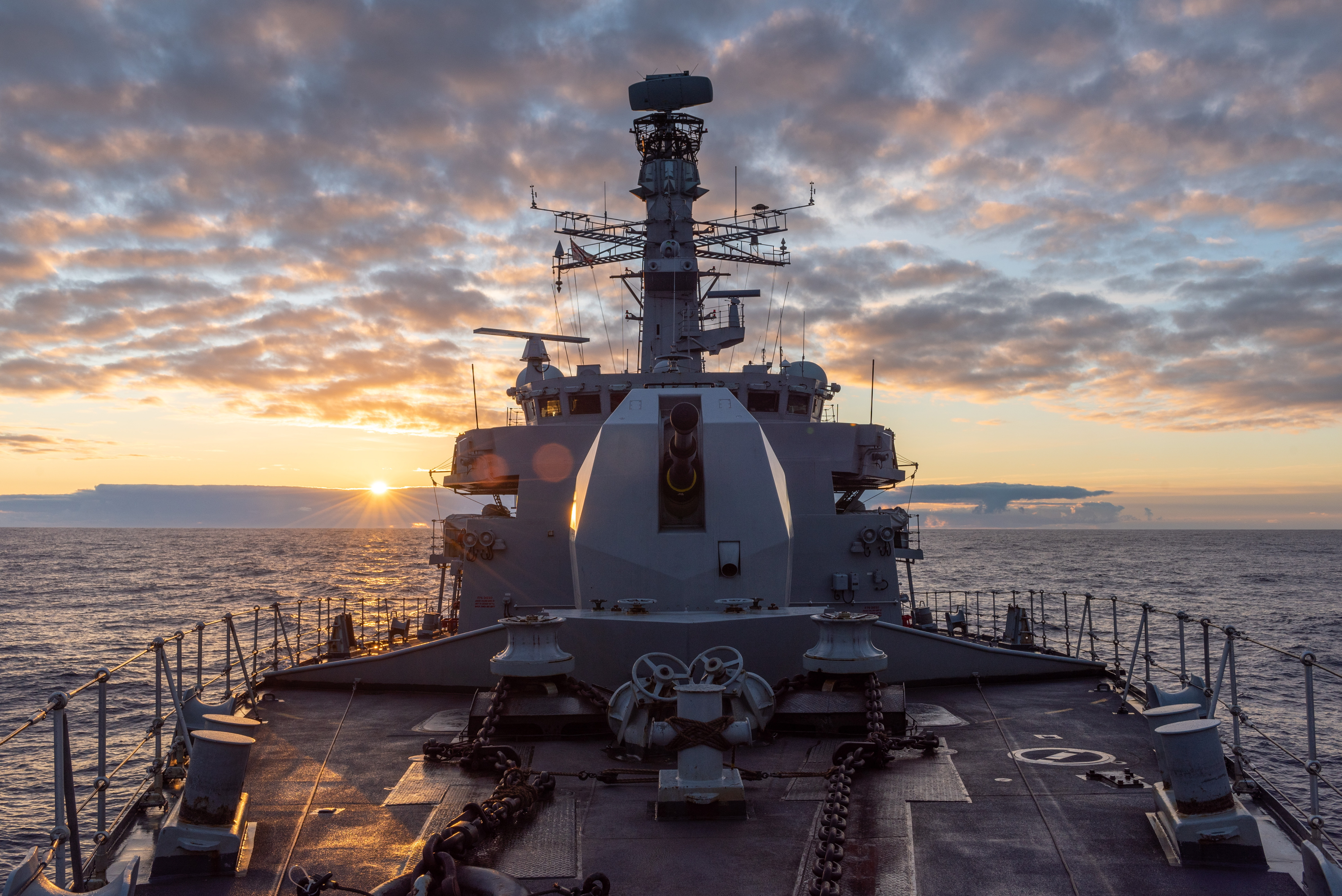
La proue du HMS Northumberland avec le gaillard arrière. Se dirigeant vers le nord, vers le cercle arctique, le Soleil se lève derrière lui.

Dans le cadre d'une importante rénovation effectuée au début de 2011, le Northumberland a reçu plusieurs améliorations technologiques importantes. Le système de missile de défense Sea Wolf a été mis à niveau avec la mise à jour Sea Wolf Mid-Life (SWMLU - prononcé «swimloo»), qui a considérablement amélioré la portée, les performances et la fiabilité du système. Le système de combat a été mis du niveau DNA à DNA2, remplaçant l'architecture du système de combat pour améliorer la redondance et les performances du système. Les deux canons BMARC de 30 mm ont été remplacés par deux systèmes ASCG (Automated Small Calibre Gun) de 30 mm. Celles-ci permettent le contrôle à distance via des pupitres opérateurs et une commande de tir intégrée électro-optique. Des modifications supplémentaires ont amélioré l'habitabilité et la fiabilité à des températures ambiantes élevées.
À sa sortie des travaux de refonte de l'été 2011, le Northumberland a achevé son programme d'essais en mer et a mené pendant huit semaines sa formation opérationnelle de base en mer (BOST) au début de 2012. Il a été déployé dans l'océan Indien à l'automne 2012 pour lutter contre la piraterie et les trafiquants de stupéfiants. Cette mission aboutit à la capture et la destruction de plus de cinq millions de livres sterling de résine de cannabis dans la mer d'Oman. La frégate est revenue au Royaume-Uni en mai 2013.
Le Northumberland a participé à l'exercice Joint Warrior 2013.
Le navire a rejoint la Task Force COUGAR 14 pour des exercices dans les régions de la Méditerranée et du Golfe.
Le bateau est finalement retourné à Devonport le 5 décembre 2014 après un déploiement comprenant des visites à Gibraltar, dans la baie de Souda en Crète, à Bahreïn, à Dubaï, à Fujairah aux Émirats arabes unis, à Bombay en Inde, à Mascate à Oman, à Malte et à Lisbonne.
Le 9 mai 2015, le Northumberland était présent à Saint-Pierre-Port pour les commémorations du 70e anniversaire de la libération de Guernesey. Un mois plus tard, il s'amarre près de Cowes en compagnie des HMS Ranger et Smiter pour marquer le 200e anniversaire du Royal Yacht Squadron. Les célébrations ont commencé par une réception et une démonstration des capacités à bord organisées par le Second Sea Lord. Parmi les invités figuraient le duc d’Édimbourg, en tant qu’amiral du Royal Yacht Squadron, et des monarques étrangers, dont le roi Harald de Norvège, Juan Carlos, ancien roi d’Espagne et le prince Henrik du Danemark.
Plus tard en juin 2015, le Northumberland a joué un rôle clé dans les célébrations du Waterloo 200 en transmettant la lettre du New Waterloo Dispatch à travers la Manche, d’Ostende à Broadstairs, dans le cadre d’une reconstitution complexe retraçant le parcours du HMS Peruvian.
En 2016, lors des préparatifs pour sa remise en service à Devonport, le Northumberland a accueilli la demi-finale de la série Masterchef de la BBC.
À la fin de l'année 2020, alors qu'une équipe de journalistes se trouve à bord de la frégate, son sonar tracté est percuté peut-être intentionnellement par le sous-marin russe qu'elle pistait.

### Désarmement
En novembre 2024, le ministre de la Défense britannique John Healey annonce que ce navire va être désarmé, pour des raisons économiques.

## Commandants
Voici la liste des commandants du HMS Northumberland ; « Cdr » veut dire « Commander », ou « commandant ».
| Nom          | Dates       |
| ------------ | ----------- |
| Cdr Bramley  | 1994-1996   |
| Cdr Charlier | 1996-1998   |
| Cdr Peary    | 1998-2000   |
| Cdr McQuaker | 2000-2002   |
| Cdr Burton   | 2002-2005   |
| Cdr Guy      | 2005-2007   |
| Cdr Simpson  | 2007-2009   |
| Cdr Allen    | 2009-2011   |
| Cdr Dowsett  | 2011-2013   |
| Cdr Kirkwood | 2013-2015   |
| Cdr Kohn     | 2015-2015   |
| Cdr Pollard  | depuis 2017 |